# Mencía
Il Mencía è un vitigno a bacca nera introdotto e coltivato principalmente al nord est della penisola iberica fin dall'epoca dell'antica Roma.
Si pensò, in passato, che fosse un clone adattato dell'uva Cabernet franc francese che fu introdotta in Galizia nel XX secolo.